# Procopie Ioan Dumitrescu
Procopie Ioan Dumitrescu  (n. 9 iunie 1845, Paris, Franța - d. 20 decembrie 1921, București) a fost un jurist, politician român liberal și primar al Bucureștiului în două rânduri: în perioada aprilie 1901 - noiembrie 1902 și în perioada februarie 1910 - ianuarie 1911. De asemenea, în perioada august 1877 - noiembrie 1878, pe când România era angajată în Războiul de Independență, capitala nu a avut un primar, locul acestuia fiind luat de un ajutor de primar în pesoana lui Procop I. Dumitrescu.
A urmat studii în Drept la Paris, din 1870 intrând în magistratură, unde a rămas doar șase ani, pentru a se dedica apoi carierei politice. La începutul carierei sale a fost prefect al Poliției Capitalei, în perioada 6 noiembrie 1876 – 15 februarie
1877.
Procopie Dumitrescu a fost înmormântat la Cimitirul Bellu, pe 23 decembrie 1921. Pentru activitatea sa a fost decorat Comandor al Ordinul național „Steaua României”.
În prezent, o stradă din sectorul 2 al Bucureștiului  îi poartă numele.
Este bunicul Ioanei Celibidache (n. Ioana Procopie Dumitrescu), soția dirijorului și compozitorului Sergiu Celibidache.